# Araucaria biramulata
Araucaria biramulata és una espècie de conífera de la família de les araucariàcies (Araucariaceae). Només es troba a Nova Caledònia a l'illa principal de (Grande Terre).

## Descripció
Araucaria biramulata creix com un arbre columnar perennifoli que pot arribar a fer fins als 30 metres d'alçada. L'escorça és grisa o marró que cau en tires fines. Les branques es ramifiquen a la part superior. Les branques anuals tenen de 8 a 13 mm de gruix.
En exemplars joves, les fulles són agulles, corbades cap a dins a les vores i tenen un extrem superior molt afilat. En els exemplars més vells, les fulles en forma d'escates, esteses i ovades amb una nervadura central prominent de 7 a 9 mm de llargada i una amplada de 5 a 6 mm amb un extrem superior corbat i una nervadura central prominent. Les obertures estomàtiques es poden trobar tant a la part superior de la fulla com a la part inferior.
Els cons de les flors masculines són de forma cilíndrica, de 6 a 7 cm de llarg i d'1,5 a 2 cm de diàmetre. Contenen microesporofil·les triangulars amb de set a vuit sacs de pol·len. Els cons femenins fan de 9 a 10 cm de llarg i de 8 a 9 cm de diàmetre. La llavor és triangular, d'uns 3 cm de llarg, té una ala en forma d'ou.

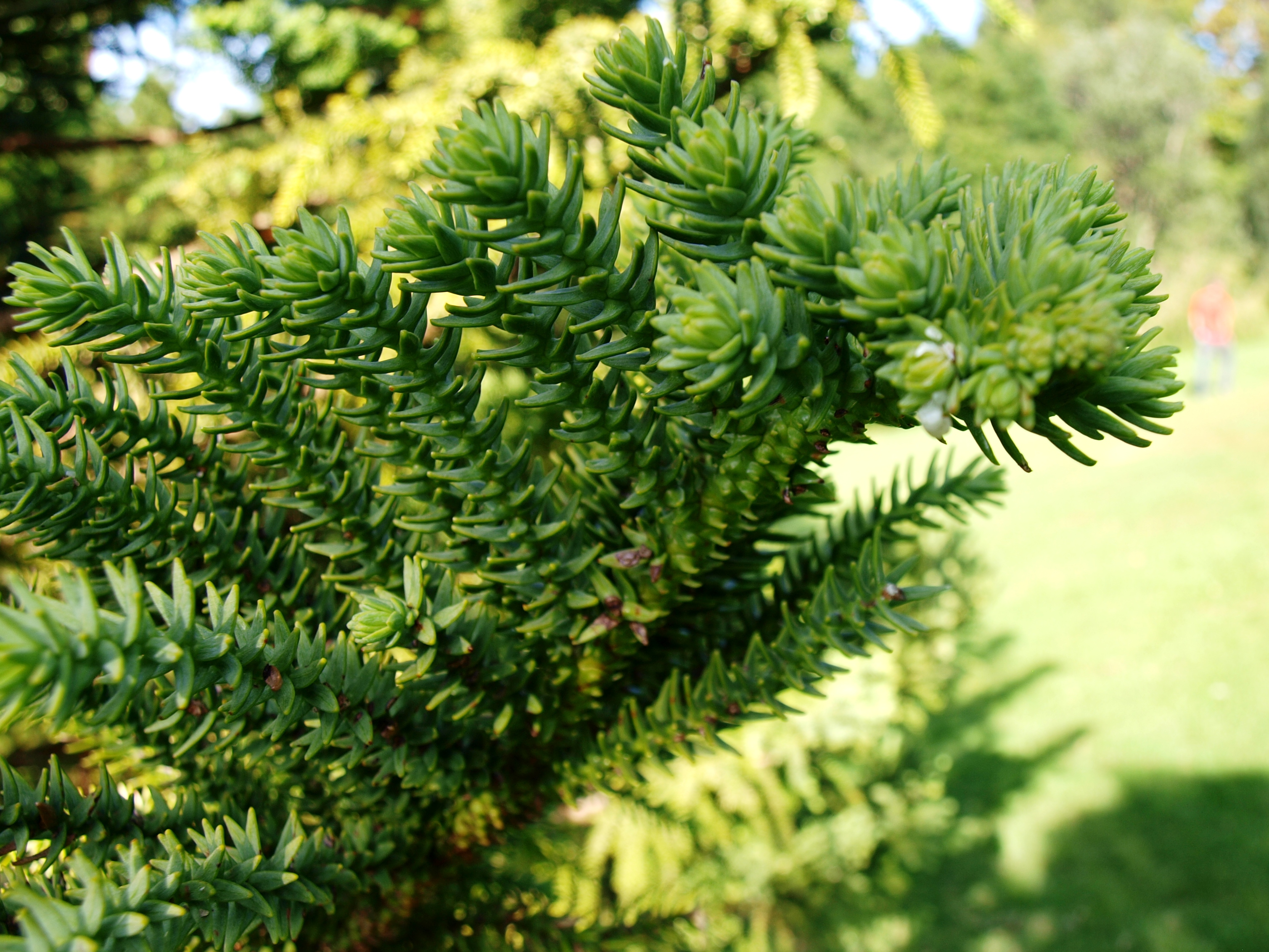
Fulles
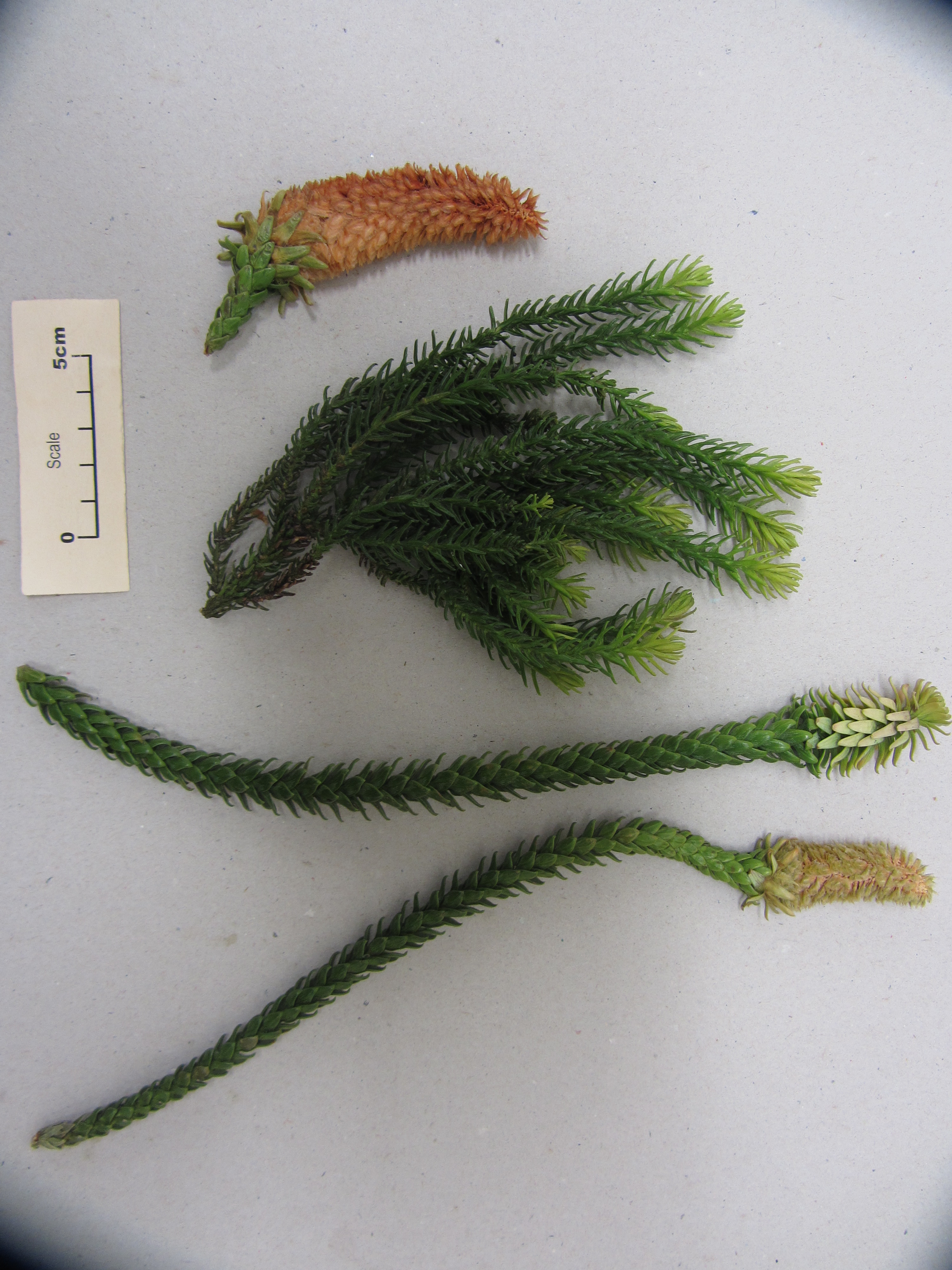
Cons masculins
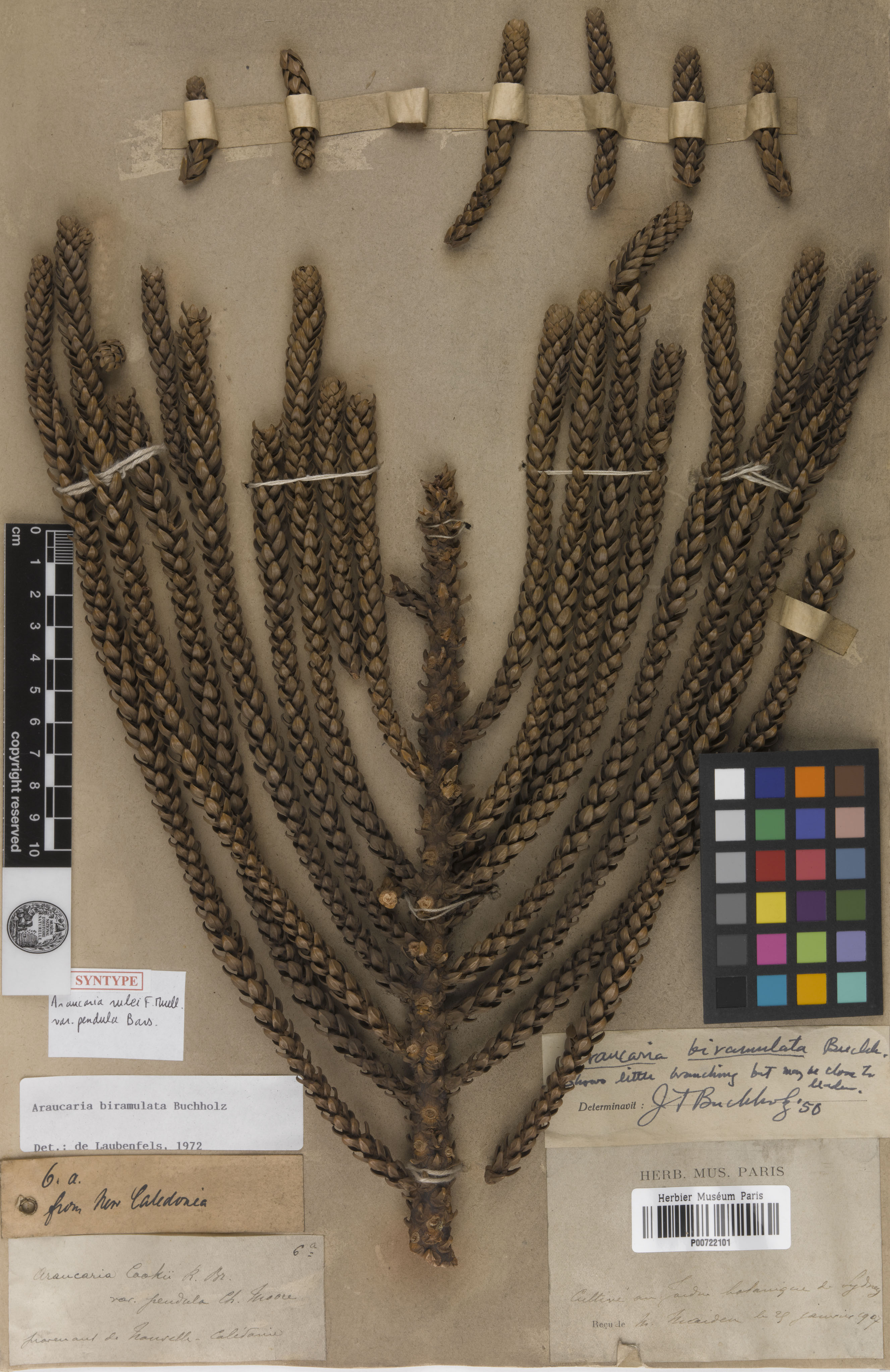
Exemplar d'herbari

## Distribució i hàbitat
L'àrea de distribució natural d'Araucaria biramulata es troba a l'oest de l'illa de Grande Terre, que pertany a Nova Caledònia. La majoria de la població es troba al sud-oest de l'illa, mentre que es coneixen dues poblacions aïllades del nord-oest.
Araucaria biramulata prospera a altituds entre 190 i 1150 m. Les precipitacions anuals oscil·len entre els 1500 i els 3000 mm segons el lloc. Habita principalment en boscos densos, humits i perennes. Només creix en sòls que es desenvolupen sobre roques ultrabàsiques.

## Perill i protecció
Araucaria biramulata està catalogada com a "vulnerable" a la Llista Vermella de la Unió Internacional per a la Conservació de la Natura (UICN). S'estima que la població total està amenaçada per la pèrdua d'hàbitat amb una població salvatge fragmentada de menys de 10.000 arbres madurs, tot i que cap de les poblacions conegudes consta de més de 1.000 arbres. La mineria i les activitats associades, com ara la construcció de carreteres i l'emmagatzematge de residus, són citades com una de les principals causes de perill a l'àrea de distribució nord. Els incendis forestals representen un perill, sobretot a la part sud de la serra, ja que posen en perill la regeneració.

## Taxonomia
Araucaria biramulata va ser descrita per John Theodore Buchholz i publicat a Bulletin du Muséum d'Histoire Naturelle, sér. 2 21: 279, a l'any 1949.
Etimologia
Araucaria: nom genèric que prové dels araucans.
biramulata: epítet llatí
Sinonímia
- Araucaria rulei var. pendula Bars.
- Eutacta cookii var. gracilis Carrière
- Eutacta cookii var. ovalifolia Carrière
- Eutacta cookii var. viridis Carrière[4]